# Esquadrão N.º 38 da RAAF
O Esquadrão N.º 38 é um esquadrão de transporte aéreo da Real Força Aérea Australiana (RAAF). Foi criado em 1943 e prestou serviço até ao final da Segunda Guerra Mundial, transportando mercadorias e militares entre a Austrália e as zonas de combate na Nova-Guiné e no Brunei, usando aviões Douglas C-47 Dakota. Depois do conflito mundial, o esquadrão realizou voos de transporte de correio, mercadorias e passageiros entre a Austrália e o Japão, entre 1947 e 1948. Em 1950 o esquadrão foi enviado para Singapura, onde permaneceu até 1952, providenciando apoio às forças da Commonwealth envolvidas da Emergência Malaia. Em 1954, tornou-se responsável pelo treino de tripulações em operações com o Dakota.
Depois de ter sido re-equipado com aviões de Havilland Canada DHC-4 Caribou, em 1964, o Esquadrão N.º 38 serviu como unidade de conversão operacional para este tipo de aeronave, ao mesmo tempo que continuou a realizar voos de transporte aéreo pela Austrália e seus territórios. Com o envolvimento australiano na Guerra do Vietname, o esquadrão treinou tripulações que mais tarde prestaram serviço pelo Esquadrão N.º 35, mantendo simultaneamente um destacamento na Papua-Nova Guiné para treinar tripulações aéreas em voos em condições tropicais. Entre 1975 e 1978, um avião Caribou foi enviado para o Paquistão, em apoio às missões humanitárias das Nações Unidas, e um destacamento foi estabelecido na Austrália, durante a década de 1980, para realizar missões de busca e salvamento em conjunto com o Exército Australiano. Entre 1999 e 2001, um destacamento do esquadrão foi enviado para Timor-Leste, como parte da Administração Transitória das Nações Unidas em Timor-Leste. O esquadrão continuou a operar os aviões Caribou depois de o Esquadrão N.º 35 ser extinto em 2000, embora a idade das suas aeronaves afectasse a qualidade e segurança das operações aéreas.
Com a saída de serviço dos Caribou em 2009, o Esquadrão N.º 38 foi re-equipado com aviões Beechcraft King Air 350. Actualmente o esquadrão encontra-se baseado na Base aérea de Townsville, em Queensland, e é responsável por treinar tripulações aéreas a operar no King Air e por realizar missões de transporte aéreo ligeiro pela Austrália.

## História

### Segunda Guerra Mundial
O Esquadrão N.º 38 foi formado como uma unidade de transporte na Base aérea de Richmond, perto de Sydney, no dia 15 de Setembro de 1943. Equipado com aviões Lockheed Hudson, o esquadrão realizou a sua primeira missão no dia 17 de Dezembro, um voo realizado entre Richmond e a Base aérea de Darwin. Durante este período, o esquadrão operava os seus Hudson apenas dentro do território australiano.
As actividades do esquadrão foram expandidas no início de 1944, quando os obsoletos Hudson foram substituídos por aviões de transporte Douglas C-47 Dakota. O primeiro Dakota chegou ao esquadrão em 3 de Março de 1944, tendo todos os aviões chegado até ao final de Maio. Enquanto o esquadrão continuou a realizar voos dentro da Austrália, começou também a transportar mercadorias para as forças aliadas que combatiam os japoneses na Nova Guiné. Nos voos de regresso, da Nova Guiné para a Austrália, o esquadrão geralmente transportava feridos de guerra para receberem tratamento na Austrália. Em Outubro de 1944, o esquadrão recebeu uma missão adicional, que consistia em prestar apoio ao treino de tropas paraquedistas em Richmond. O esquadrão foi transferido para a Base aérea de Archerfield, perto de Brisbane, no início de Dezembro de 1944, mas manteve um destacamento em Richmond. Nesta altura o esquadrão concentrava a Maior parte do seu esforço no transporte de mercadorias para a zona de batalha na Nova Guiné, que incluía o lançamento de mantimentos para as unidades do Exército Australiano e a evacuação de feridos. A partir de 17 de Julho de 1945 o esquadrão teve um destacamento em Morotai, que realizava lançamentos de mercadoria para o exército que combatia no Brunei. A única baixa do esquadrão durante a guerra foi provocada por um acidente aéreo, quando um Dakota despenhou-se na Nova Guiné enquanto voava entre Biak e Morotai; os destroços da aeronave só foram encontrados em 1970.
Com o cessar das hostilidades, o Esquadrão N.º 38 realizou vários voos até Singapura, Banguecoque e várias localizações no Brunei, em missões de evacuação de prisioneiros de guerra. Simultaneamente, até 1946, o esquadrão realizava voos de transporte de militares para os mesmos regressarem à Austrália, como parte da desmobilização australiana no pós-guerra. Durante Maio de 1946, três aviões do esquadrão foram destacados para uma missão especial de transporte 25 toneladas de pelos de porco de Chongqing, na China, para Hong Kong, a partir de onde a mercadoria embarcou para a Austrália. Esta missão ficou designada por "Operação Pelo de Porco", e levou duas semanas para ser concluída; a necessidade de tal missão deveu-se a um falta de pincéis que afectou a indústria de construção australiana.

## Missões na Ásia
Em 15 de Agosto de 1946 o esquadrão foi transferido para a Base aérea de Schofields, perto de Sydney. Nesta base, ficou subordinado à Asa N.º 86, juntamente com os esquadrões N.º 36 e N.º 37 (que também operavam aviões Dakota) e o Esquadrão N.º 486, que executava a manutenção aérea na asa. A partir de 22 de Janeiro de 1947, uma das principais funções do esquadrão passou a ser a execução de três missões semanais de transporte aéreo entre a Austrália e o Japão, em apoio à Força de Ocupação da Commonwealth Britânica. Estes voos representavam a Maior rota aérea até então a ser executada por aviões a pistão bimotor, e cada viagem demorava vários dias a ser concluída. Esta missão continuou a ser executada até 13 de Janeiro de 1948, quando a Qantas passou a servir a Força de Ocupação com voos semelhantes. Em Agosto de 1948 cinco tripulações do Esquadrão N.º 38 foram destacadas para o Esquadrão de Transporte Aéreo de Berlim, onde participaram nos esforços internacionais de transporte aéreo de mantimentos durante o Bloqueio de Berlim. Estas tripulações permaneceram na Europa durante 12 meses, e a sua ausência interrompeu as operações do esquadrão. No total, vinte membros da Asa N.º 86 foram destacados para a Europa; esta escassez de pessoal forçou os esquadrões N.º 36 e N.º 38 a operarem como uma única unidade, tendo todas as horas de voo oficiais sido atribuídas ao Esquadrão N.º 38. Entre o dia 22 de Junho e 1 de Julho de 1949, a Asa N.º 86 foi transferida para Richmond.

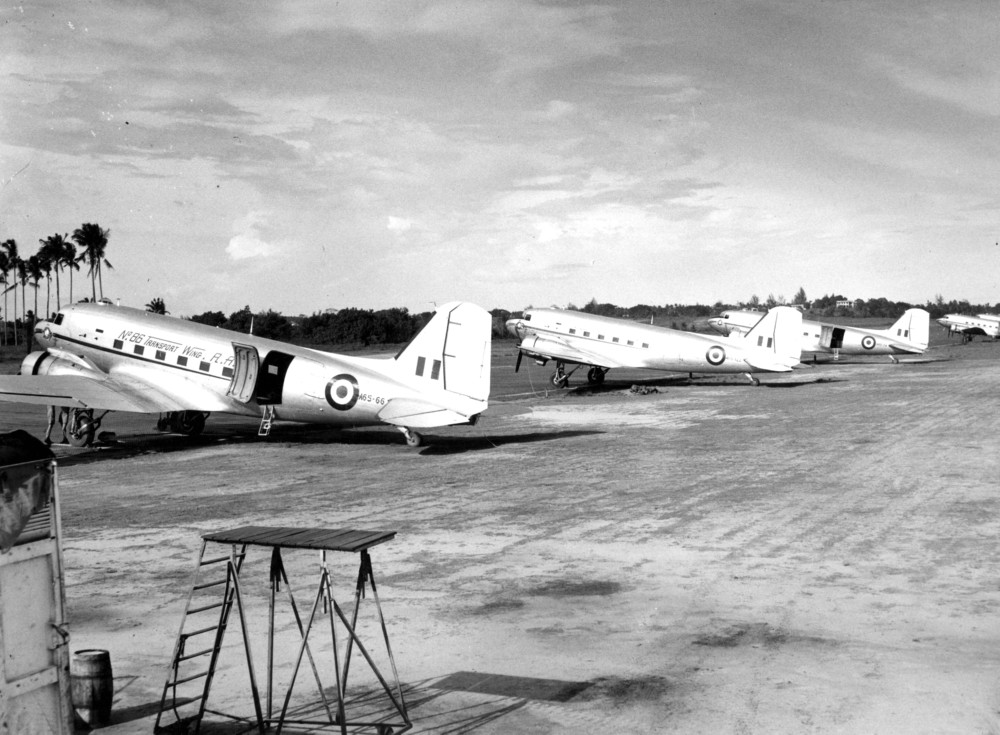
Aviões Dakota do Esquadrão N.º 38 estacionados em Changi, em 1950

Em 1950 o Esquadrão N.º 38 foi seleccionado para fazer parte da força australiana destacada para a Força Aérea do Extremo Oriente. Como elemento desta força, o governo australiano concordou que este esquadrão realizasse missões de transporte aéreo através da Ásia, prestando apoio às operações de emergência na Malásia. O esquadrão chegou à Base Aérea de Changi, em Singapura, no dia 19 de Junho de 1950, e todo o seu pessoal e oito aviões Dakota estavam operacionais e prontos para serviço no dia 6 de Julho. Enquanto permaneceu na Malásia, o esquadrão esteve subordinado à Asa N.º 90, juntamente com o Esquadrão N.º 1 (este equipado com aviões Avro Lincoln). Metade dos militares do esquadrão eram veteranos do Bloqueio de Berlim, contudo nenhum tinha experiência em ambientes tropicais. No princípio de Julho, o esquadrão começou a realizar missões de transporte na Malásia, com tripulantes britânicos e neozelandeses a acompanhar os australianos nas primeiras duas semanas de operações, para que estes se habituassem ao novo ambiente tropical. De Julho de 1950 até Fevereiro de 1951, o Esquadrão N.º 38 tinha como principal missão o cumprimento de missões de transporte aéreo para o Brunei, Ceilão, Hong Kong, Indonésia, Japão e Filipinas, tendo esta responsabilidade permanecido enquanto o esquadrão esteve estacionado em Singapura. Depois de a Guerra da Coreia ter sido iniciada, o esquadrão começou a transportar tropas britânicas e mantimentos para o Japão e para a Coreia, tendo quatro aviões Dakota do esquadrão sido transferidos para a Unidade de Transporte N.º 30 em Novembro de 1950.
Depois de perder metade da sua força, o Esquadrão N.º 38 permaneceu em Changi, realizando operações aéreas de transporte de mercadorias e evacuações aeromédicas, em apoio às forças britânicas. As aeronaves do esquadrão também realizavam, ocasionalmente, o lançamento de panfletos de propaganda e alguns voos de reconhecimento. Entre Abril e Julho de 1951 o esquadrão e um destacamento do Esquadrão N.º 41 da Real Força Aérea da Nova Zelândia eram as principais unidades de lançamento de mantimentos para as forças da Commonwealth no terreno. Entre Novembro de 1951 e Fevereiro de 1952, o esquadrão enviou mais um destacamento para Kuala Lumpur. Em Fevereiro de 1952, o esquadrão lançou com sucesso uma força de 54 paraquedistas britânicos, do Regimento de Serviço Aéreo Especial N.º 22, numa área remota perto da fronteira entre a Tailândia e a Malásia.
O apoio às unidades australianas e britânicas na Coreia colocava uma grande pressão na força de transporte aéreo da RAAF, que era demasiado pequena para ir de encontro com todas as necessidades domésticas e internacionais, tornando-se mais difícil, mês após mês, manter os quatro aviões Dakota na Malásia. Como resultado, o governo australiano decidiu em Setembro de 1952 trazer o esquadrão de volta à Austrália. O Esquadrão N.º 38 deixou Changi em direcção a Richmond em 8 de Dezembro. A única baixa do esquadrão durante o período em que ficou fora da Austrália foi a morte de um co-piloto, que faleceu quando o Dakota do Esquadrão N.º 110 da RAF onde ia despenhou-se a meio de um voo entre Changi e Saigão, no dia 31 de Agosto de 1950.

## Unidade de conversão operacional
Depois de regressar a Richmond, o Esquadrão N.º 38 ficou responsável por transporte aéreos de rotina. Ocasionalmente, o esquadrão também providenciava aeronaves para experiências da CSIRO. Durante a década de 50 e no início dos anos 60, o esquadrão adquiriu a alcunha de "esquadrão cowboy", dado que não cumpria os cursos de acordo com a regulamentação, andando as suas tripulações a receber apenas formações básicas de pilotagem em vez de formação completa. No dia 8 de Março de 1953, o Esquadrão N.º 38 absorveu os aviões Datoka do Esquadrão N.º 36, tendo depois a Unidade de Transporte N.º 30 sido re-designada como Esquadrão N.º 36. A partir de Março, até Fevereiro de 1954, o esquadrão realizou missões VIP a partir de Fairbairn. Em Novembro de 1954, o esquadrão foi re-designado como Esquadrão de Treino de Transporte, tornando-se responsável pela instrução em aviões Dakota e pessoal tripulante. No dia 13 de Junho de 1963, a unidade voltou a designar-se pelo seu antigo nome.
Em 1964 o Esquadrão N.º 38 foi re-equipado com os novos de Havilland Canada DHC-4 Caribou, uma aeronave de transporte aéreo táctico. Em Janeiro de 1964 o comandante da unidade, juntamente com cinco pilotos e três navegadores, começaram a receber formação para a pilotagem desta aeronave. Depois de completo o curso, os primeiros três aviões Caribou foram pilotados de Toronto até à base de Richmond, entre 17 de Março e 22 de Abril. O processo de re-equipamento foi, entretanto, atrasado pela decisão do governo de destacar várias aeronaves para o Vietname; quando esta decisão foi tomada, em Junho de 1964, o esquadrão já tinha recebido seis das 9 aeronaves planeadas, tendo as restantes três aeronaves sido enviadas directamente para o Vietname. O Esquadrão N.º 38 foi o último esquadrão operacional da RAAF a pilotar aviões Dakota. Depois de receber os seus aviões Caribou, o esquadrão passou a ser responsável pelo treino de tripulações destinadas ao serviço operacional com o Esquadrão N.º 35. No dia 1 de Julho de 1964, um dos aviões Caribou sofreu danos severos quando tentava aterrar no HMAS Albatross; a aeronave foi retirada das fileiras e a sua fuselagem reaproveitada para treino em terra pelo Regimento de Comandos N.º 1, uma unidade do exército. Em Agosto do mesmo ano, o esquadrão tornou-se numa unidade independente, estacionada na Base Aérea de Richmond, depois da Asa N.º 86 ter sido extinta. No dia 13 de Outubro de 1965, um destacamento do esquadrão começou a operar a partir de Port Moresby, na Papua-Nova Guiné, equipado com dois aviões Caribou. Uma das tarefas deste destacamento era dar aos pilotos do Caribou experiência em condições montanhosas e tropicais, estando todos os capitães obrigados a passar, pelo menos, dois meses nestas condições, antes de poderem servir no Vietname. Além desta tarefa, o Esquadrão N.º 38 realizava transportes aéreos na Austrália e à volta do território australiano sempre que necessário por motivos humanitários, isto é, sempre que houvesse um desastre ambiental.

## Missões de paz

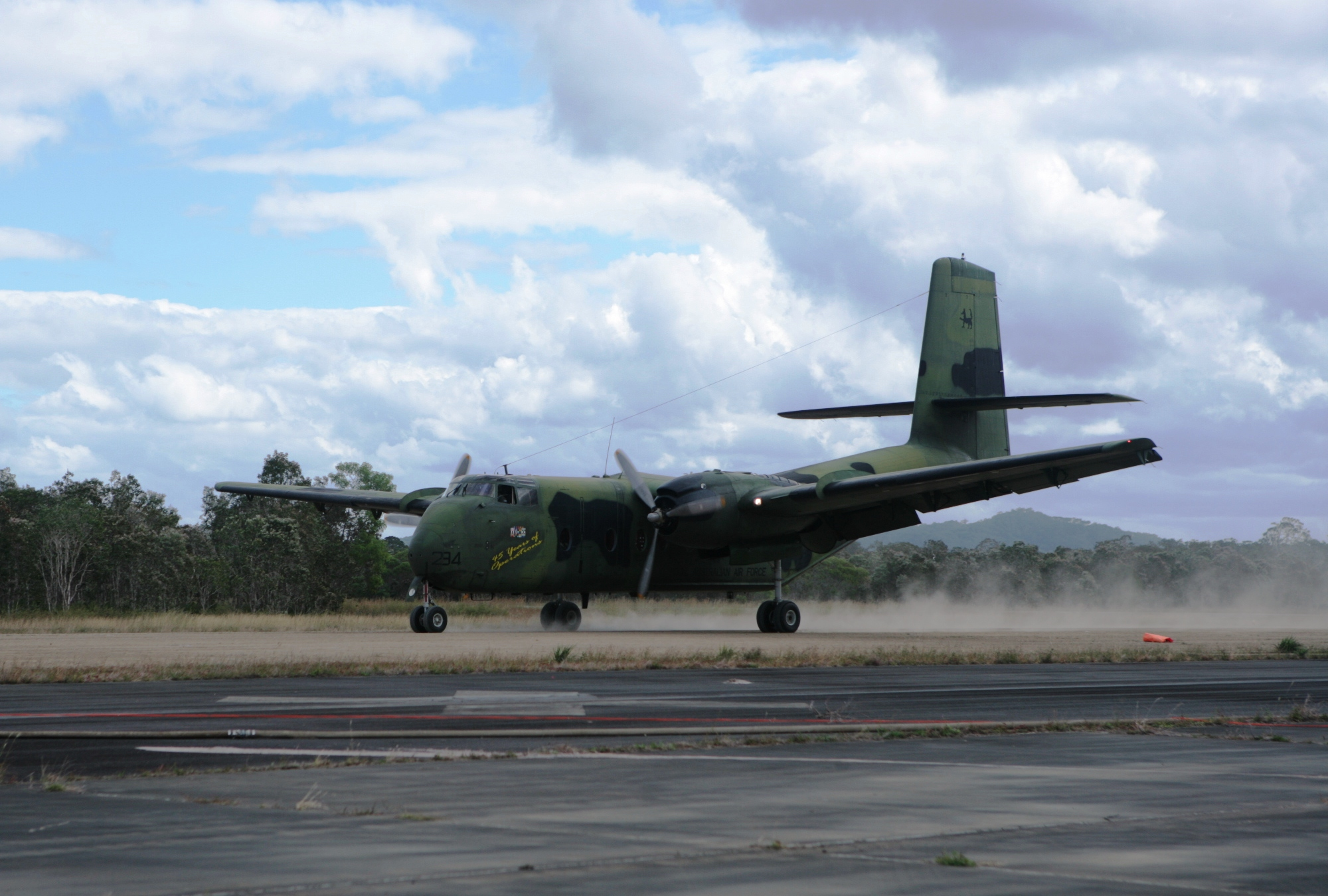
Um avião Caribou do esquadrão a aterrar numa pista de terra

Durante os anos 70, o esquadrão operou dois destacamentos. Entre Março de 1975 e Novembro de 1978 o Destacamento A, composto por uma única aeronave Caribou, esteve estacionada em Rawalpindi, no Paquistão, transportando militares e mercadorias em apoio ao Grupo de Observação das Nações Unidas na Índia e no Paquistão.  Entre Agosto e Outubro de 1975, um avião Caribou foi destacado para transportar mantimentos e militares para a Cruz Vermelha, entre Darwin e Timor-Leste, depois de a guerra civil ter começado neste país. No dia 4 de Setembro, esta aeronave foi sequestrada por militares timorenses, que forçaram o piloto a voar 54 refugiados até Darwin; esta continua a ser a única vez que uma aeronave da RAAF tenha sido sequestrada. O Destacamento A deixou de ser necessário na Papua-Nova Guiné, depois de esta se tornar independente da Austrália e formar as suas próprias forças de defesa; assim, este destacamento foi extinto em 17 de Janeiro de 1976.
Três aviões Caribou foram perdidos durante o período em que o destacamento esteve activo; o A4-202 caiu perto de Porgera em 3 de Junho de 1965, o A4-147 foi abatido das fileiras depois de sofrer um acidente depois de uma tentativa de aterragem no Aeroporto de Tapini no dia 6 de Outubro de 1968, e o A4-233 ficou destruído depois de cair em Kudjeru Gap no dia 28 de Agosto de 1972. Este último provocou a morte de 25 pessoas, tripulantes e passageiros, fazendo dele o pior desastre aéreo da RAAF em tempos de paz; 21 dos falecidos eram estudantes que regressavam de uma visita a um campo de cadetes do exército. Terminada a sua permanência em Port Moresby, o esquadrão continuou a realizar voos de treino periódicos na Papua-Nova Guiné. Durante os anos 80, foram criados destacamentos do esquadrão na Base aérea de Darwin e na Base aérea de Pearce, perto de Perth, para providenciar a estas regiões meios de busca e salvamento, assim como criar condições para exercícios conjuntos com o exército. O destacamento de Perth recebeu a alcunha "Blackduck Airlines".
O Esquadrão N.º 38 foi transferido de Richmond para Amberley, em Outubro de 1992, continuando a ser responsável por todos os treinos de conversão para o Caribou e por operações de transporte aéreo táctico. O destacamento permanente do esquadrão na base de Pearce foi terminado em 1999, sendo criado o Destacamento B na Base aérea de Townsville durante o ano 2000. Entre 1999 e 2001, alguns elementos do esquadrão estavam numa unidade designada "Destacamento C da Asa N.º 86", estacionada em Timor-Leste. Esta unidade estava a apoiar uma força internacional de manutenção de paz que havia sido destacada para aquela região para terminar com a violência gerada depois do referendo para a independência, realizado em 1999. No seu auge, o destacamento fazia uso de quatro aviões Caribou. As tripulações aéreas e terrestres destacadas em Timor passaram por condições adversas até à construção de instalações a meio do ano 2000, e os pilotos eram obrigados a aterrar e descolar a partir de pistas em péssimo estado. Apesar de as aeronaves já apresentarem alguma idade e da falta de peças suplentes, a tripulação terrestre do Destacamento C continuou a assegurar o alto grau de prontidão dos Caribou.
Em 2000,o Esquadrão N.º 35 foi desactivado, deixando o Esquadrão N.º 38 como o único operados da RAAF de aviões Caribou. Em Setembro de 2002 o esquadrão foi equipado com 14 aviões Caribou. Em Julho de 2003, duas aeronaves foram destacadas para as Ilhas Salomão, como parte da Missão Regional de Assistência para as Ilhas Salomão. Ambos os aviões ficaram baseados no Aeroporto Internacional de Honiara, e o destacamento permaneceu no país até Julho de 2004. Durante 2008, todo o esquadrão foi transferido para a Base aérea de Townsville. Por volta dos anos 2000 os aviões Caribou estavam a tornar-se difíceis de manter, deixando de ser capazes de operar em cenários de guerra, dado que não estavam equipados com aparelhos electrotécnicos de guerra e não tinham dispositivos de autoprotecção. Com efeito, foi decidido no final de 2008 que tais aeronaves seriam retiradas de serviço e substituídas pelos mais modernos Beechcraft Super King Air, isto em missões internas, sendo que nas missões internacionais e bélicas uma aeronave mais capaz seria escolhida. Os aviões Caribou foram gradualmente retirados de serviço a partir de Maio de 2009, tendo o último saído de serviço em 27 de Novembro, quando o A4-140 voou para Camberra e foi entregue ao Australian War Memorial para preservação. Pela altura em que as aeronaves foram retiradas, o Esquadrão N.º 38 operava os Caribou à 45 anos. Três aviões King Air foram transferidos do exercito para a RAAF em 20 de Novembro, tendo mais cinco sido adquiridos até Julho de 2010.
Em Março de 2015 dois aviões King Air do Esquadrão N.º 38 foram destacados para Vanuatu, como parte do esforço humanitário depois do Ciclone Pam. Os aviões foram usados para realizar voos de reconhecimento para se avaliar a extensão dos danos e também para realizar evacuações aéreas de cidadãos australianos e neozelandeses. Em Fevereiro de 2016, foi relatado que a RAAF estava a considerar fundir os seus dois esquadrões equipados com o King Air em um único esquadrão localizado na Base aérea de East Sale. Ainda em 2016, todos os aviões King Air ficaram impossibilitados de voar no dia 30 de Junho, depois de ter sido detectado um químico perigoso nas aeronaves; no período imediatamente antes da ocorrência deste acontecimento, o esquadrão esteve envolvido em missões aéreas de transporte de políticos, durante as eleições federais de 2016. No dia 4 de Agosto os aviões receberam permissão para voltarem a voar, depois de terem passado por uma inspeção e um processo de limpeza.

## Papel actual

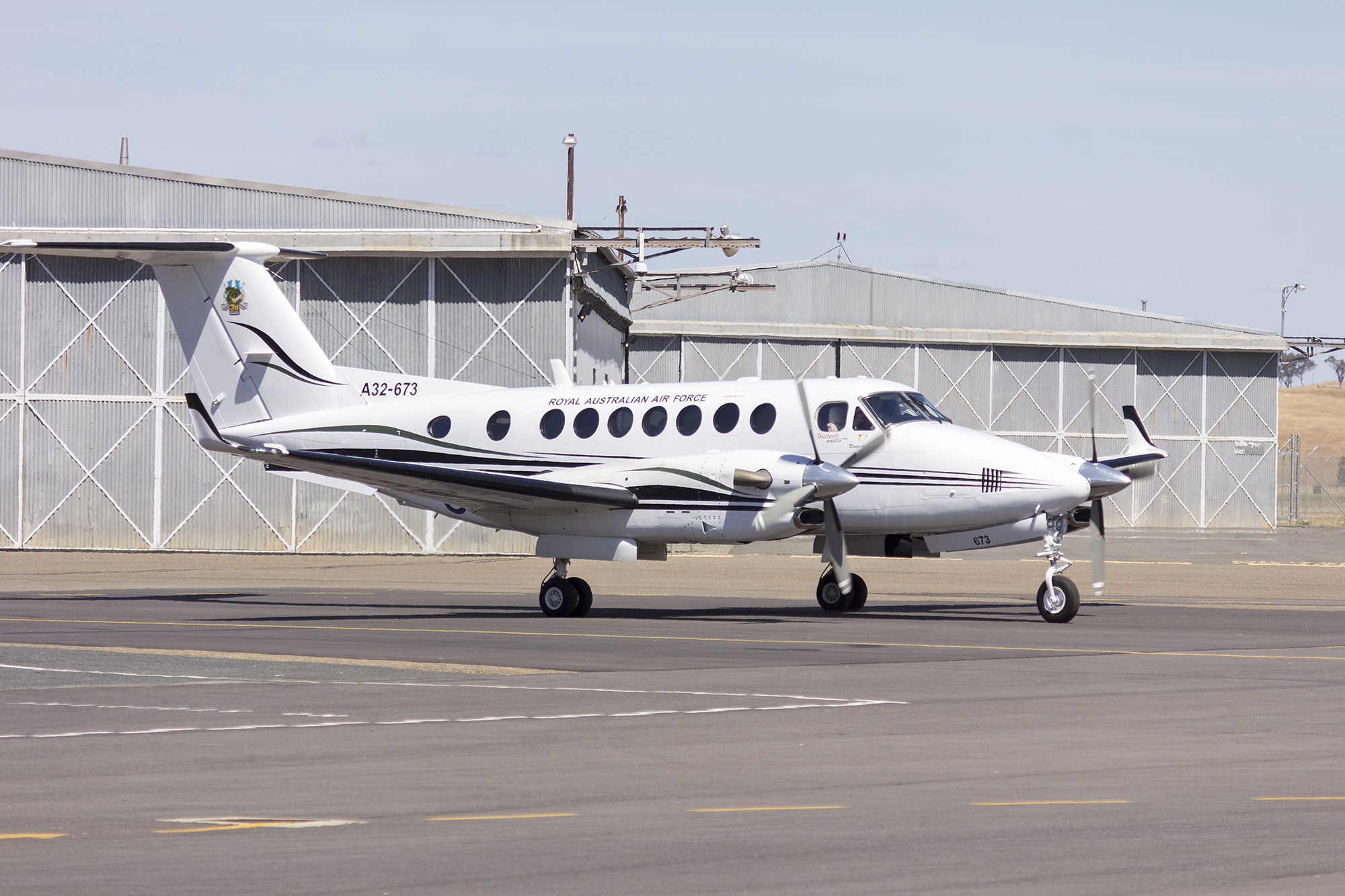
Um avião King Air do Esquadrão N.º 38, em 2013

O Esquadrão N.º 38 neste momento é responsável por providenciar o treino de conversão em aeronaves King Air e pela realização de operações de transporte aéreo ligeiro. A unidade é composta por cerca de 60 militares da RAAF e 25 pessoas da Hawker Pacific contratadas para realizar a manutenção nas aeronaves. O esquadrão está dividido em duas partes: uma que realiza as operações de transporte aéreo e outra que é responsável pelo treino de conversão. Juntamente com os esquadrões 33 e 36, o Esquadrão N.º 38 está subordinado à Asa N.º 86.
A RAAF tem estado satisfeita com a performance dos aviões King Air, mesmo não sendo possível enviar estes aviões para cenários de combate. O esquadrão realiza, com frequência, operações conjuntas com várias unidades do Exército Australiano, no âmbito do patrulhamento operacional em tempos de paz ao longo da área tropical no norte de Queensland. A unidade é também requisitada para realizar o transporte aéreo de entidades de estado e VIPs. Os aviões King Air operam regularmente na Papua-Nova Guiné, assim como em outras partes da região entre a Ásia e a Oceânia. Com mais de 70 anos de serviço contínuo, o Esquadrão N.º 38 é o esquadrão mais antigo da RAAF ainda em operação.